# 明亚
明亚（阿拉伯语：‎）位于埃及中部，是明亚省的首府。